# Anaspis deserticola
Anaspis deserticola là một loài bọ cánh cứng trong họ Scraptiidae. Loài này được Chobaut miêu tả khoa học năm 1898.